# زنبق بلودوف
زنبق بلودوف (نام علمی: Iris bloudowii) نام یک گونه از سرده زنبق است.